# Odejścia, powroty
Odejścia, powroty – miniserial z 1972 roku, w reżyserii Wojciecha Marczewskiego oraz Andrzeja Żmijewskiego w roli drugiego reżysera.

## Fabuła
Okres wojny i okupacji hitlerowskiej. Młody Henryk trafia do oddziału partyzanckiego.

## Obsada
- Joanna Jarzębska(inne języki) jako Hanka, sekretarka UB
- Magda Teresa Wójcik jako wieśniaczka
- Ludwik Pak jako nauczyciel
- Teresa Marczewska jako "Mała"
- Czesław Jaroszyński jako "Topola"
- Marek Bargiełowski jako Winowicz "Szpagat"
- Krzysztof Wakuliński jako Henryk

## Zdjęcia
- Borki koło Spały